# 北洋軍
北洋軍又稱北洋新軍、北洋政府軍，為中國歷史上清末至民初之國防軍。其源自清朝在甲午战争后由袁世凱編練的新軍，為中國第一支近代化陸軍。民國成立後，北洋軍成為中華民國北京政府主要的國防武力。但袁世凱死後，北洋軍分裂為三大派系與數個小派系，各自割據一方，形成北洋軍閥。

## 歷史

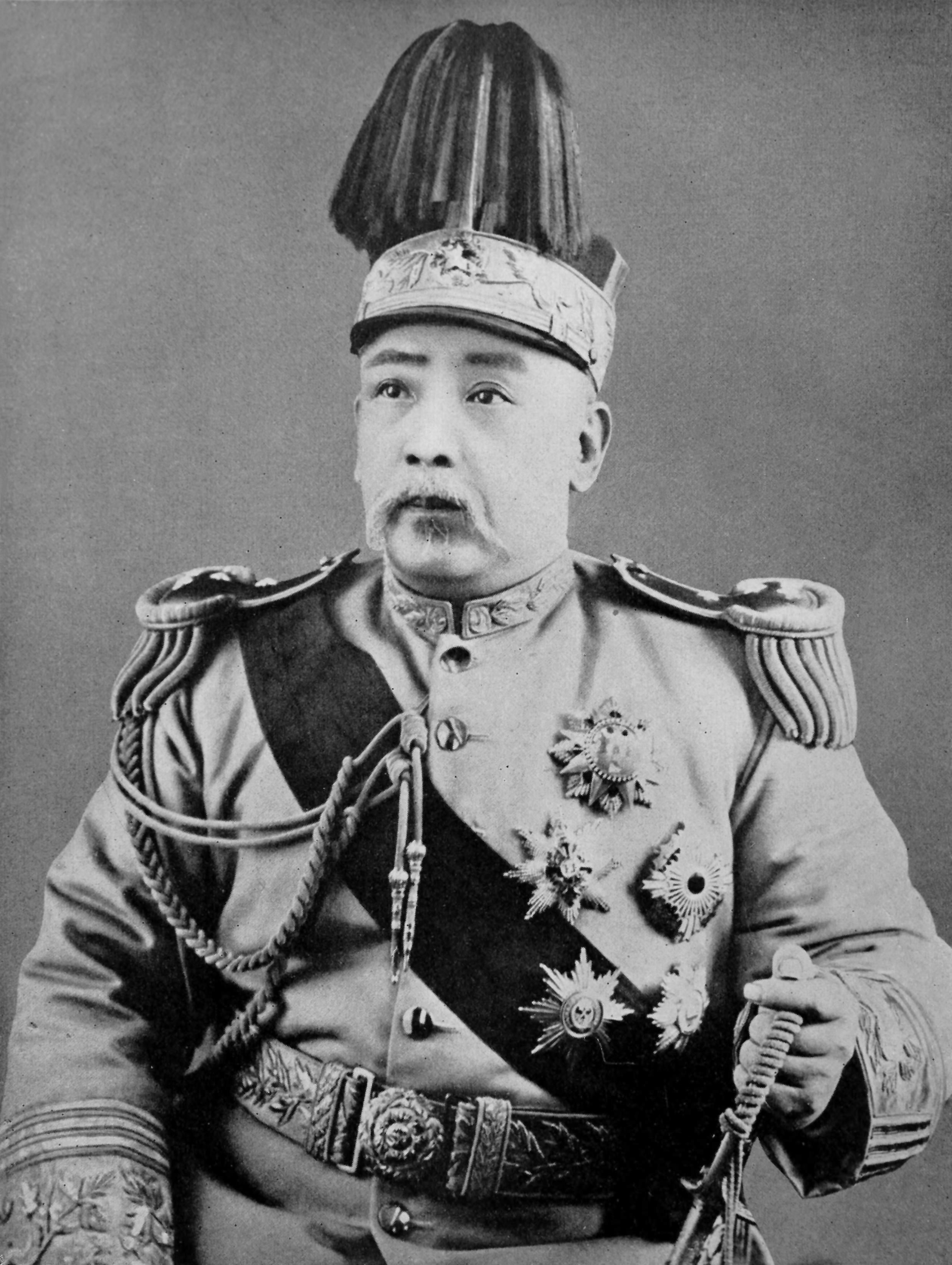
北洋軍領袖袁世凱

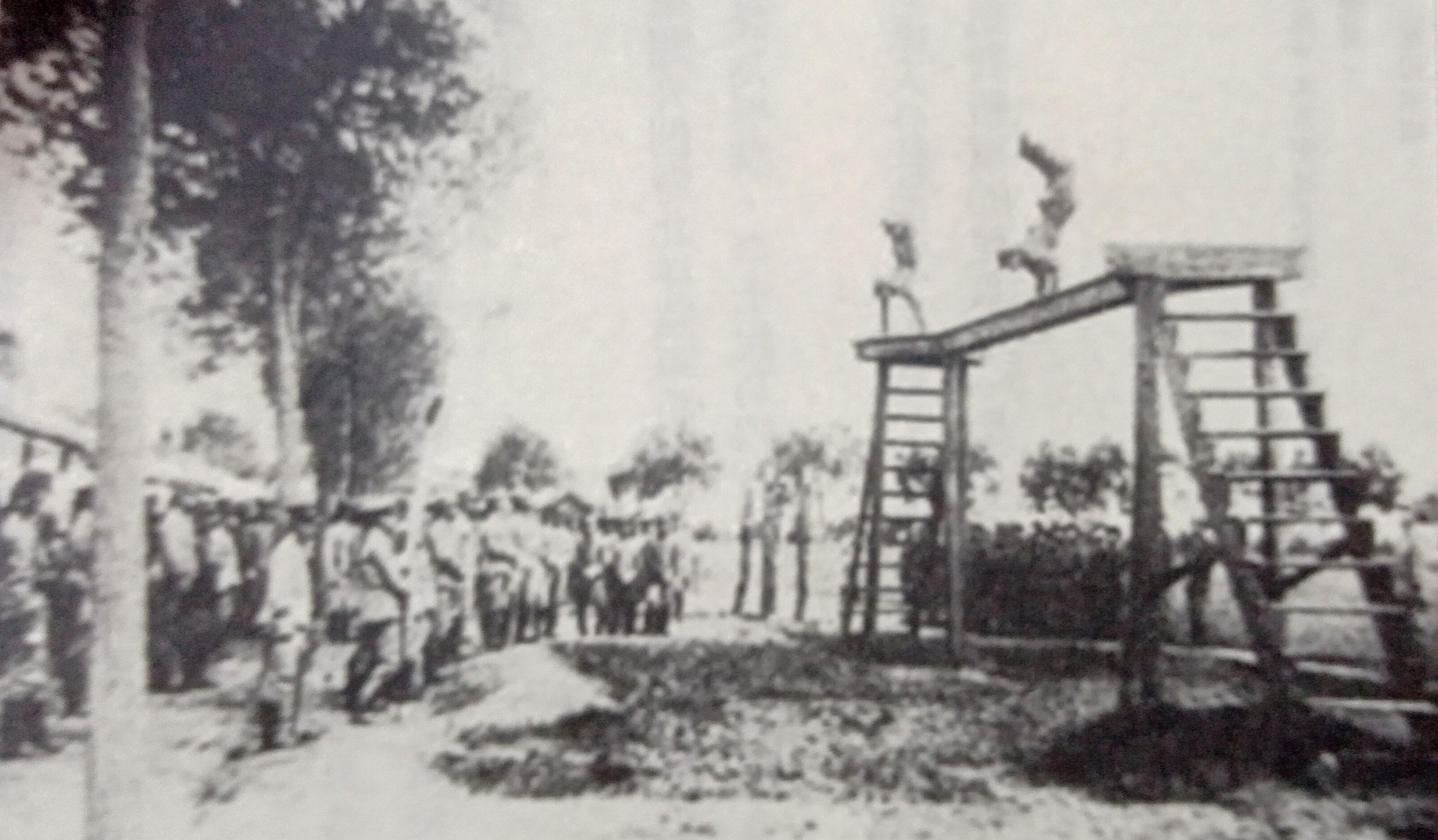
正在訓練北洋新軍的張璧等人，攝於1902年

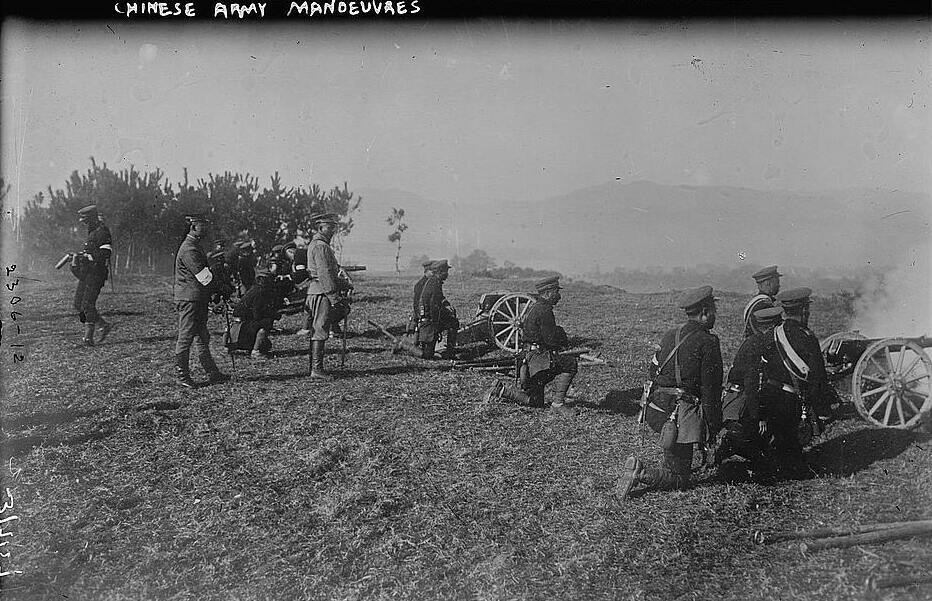
訓練中的北洋新軍炮兵

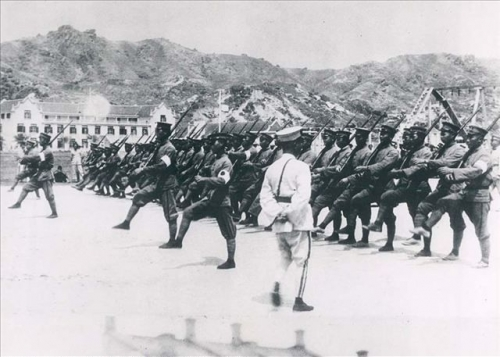
北洋军会操

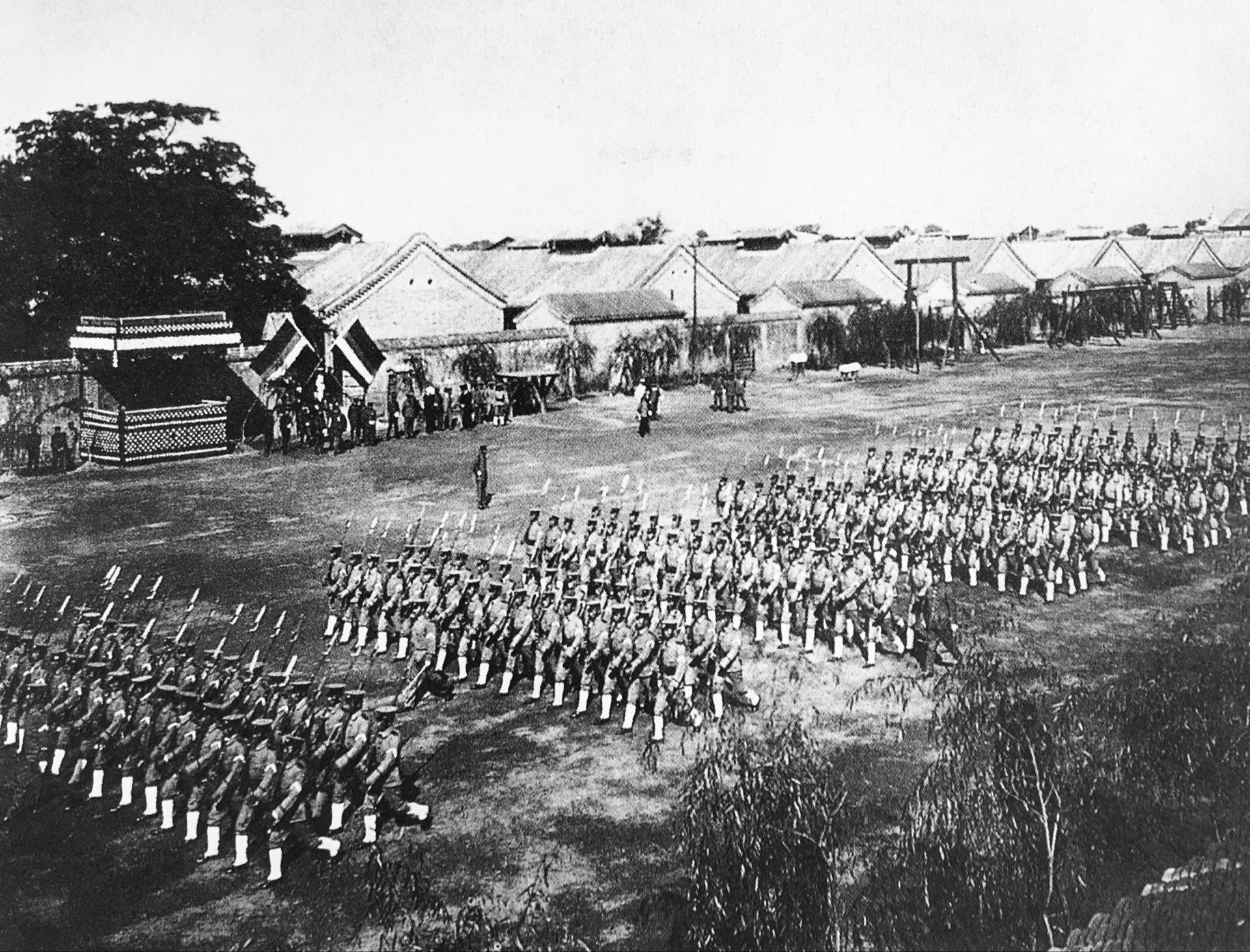
民国初年北洋军阅兵式

### 誕生
1895年（光绪二十一年）中日甲午战争后，光緒帝派胡燏棻在天津编成十營定武军。同年10月袁世凯接手定武軍，帶領一批畢業自天津武備學堂的人才和親信在天津與塘沽之間的小站練兵。袁仿照德國陆军制度和操典教令，制定了招募、敘薪、組織編制、教育訓練、軍官任免和培養等一系列的建軍方案，对定武军进行改编，由4750人扩编至7300人，並定名“新建陆军”，簡稱“新军”。袁世凱十分注重武器裝備的當代化和標準化，積極引進西洋的先進技術，以新法嚴格訓練，重視官兵福利待遇，並嚴禁吸食鴉片，軍紀大治。這股兵力後來成為清末陸軍主力，也是北洋軍的雛形。1898年（光緒二十四年），新军被編入守衛京師之一的武衛右軍，後來跟隨袁世凱前往山東鎮壓義和團，並擴編至二萬餘人。八國聯軍之役，武衛軍諸路皆損失慘重，惟袁的武衛右軍保存完整實力，成為清朝北方碩果僅存的新軍武力。
1901年（光绪二十七年）4月，慈禧太后展開庚子後新政。袁世凯以武卫右军為基礎，著手進行“北洋常备军”的建設。至1904年，先後編成三镇。1905年（光緒三十一年）2月，袁又提議統一全國軍隊番號，將全國各地的常備軍各鎮改稱陸軍各鎮。5月，以北洋常备军、京旗常备军為基礎的新建三鎮，與武衛右軍、自強軍的舊三鎮，統一番號為近畿陆军第一镇至第六镇，歸直隸總督兼北洋通商大臣管轄，故合稱“北洋六镇”，又稱“北洋新軍”，負責拱衛京畿，北洋系正式成形。此一時期，袁先後設立行營將弁學堂、陸軍師範學堂、軍械學堂、軍醫學堂、馬醫學堂、經理學堂，以及軍官學堂、憲兵學堂、陸軍速成學堂，尚有陸軍講武堂、電信號學隊等，北洋軍的發展迅猛。

### 發展
1907年（光緒三十四年）8月，慈禧太后決議以北洋六镇為模範，於全国各地编成36镇新軍，限二至五年内完成。同年，袁世凱的亲信徐世昌任东三省总督，率陆军第三镇及第二、第四、第五、第六镇各一部兵力出关。光緒帝與慈禧相繼死後，1909年（宣統元年）袁因權重被隆裕太后開缺還鄉。1910年（宣统二年），奉天（今沈阳）、吉林分别编成陆军暫編第20及23镇，奉天、黑龙江省另各有一个混成协兵力，北洋軍擴大至東北地區。此後，北京、天津、直隸省（今河北省）、山東省及东三省便長期作為北洋軍的主要勢力範圍。
1911年（宣統三年），由已故湖廣總督張之洞在湖北省編練的陸軍第八鎮和第二十一混成協（即湖北新軍，簡稱鄂軍，屬於非北洋系的新軍）意外發動武昌起义，與革命黨中國同盟會成立中華民國軍政府鄂軍都督府（史稱湖北軍政府），辛亥革命正式爆發。陆军部大臣廕昌率北洋新军南下镇压鄂軍，卻因將士不服而指挥不灵，隆裕太后被迫復用袁。後來袁憑藉著北洋新军的優越實力，一面要脅革命軍，一面逼迫清帝退位，取得政权。
1912年中華民國成立後，北洋新軍的角色也從過去的清軍轉變為民國軍。當時全國軍隊的組成基本源自前清的各地新軍，名稱上仍承襲前清，將京津直魯及東北的部隊統稱為北洋軍，形同中央軍的角色。而南方各省的非北洋系部隊則冠以省名，如鄂軍、滇軍、粵軍、桂軍、川軍（或蜀軍）等。中央政府改北洋军編制的镇、协、标、营为师、旅、团、营，并大肆扩军，增编12个师與16个混成旅。1913年（民國二年）为镇压孫中山的“二次革命”，袁世凱遣馮國璋率北洋軍4个师、3个旅及武卫军（张勋部）对南方省分的國民黨籍都督发动进攻。1912至1914年間，北洋军持續在豫（河南）、鄂（湖北）、皖（安徽）、陝（陕西）、甘（甘肅）等省镇压白朗起义。1915年（民國四年）3月，袁世凱命陳宦為會辦四川軍務，率北洋軍三個混成旅入川，間接控制四川。袁掌握國家機器，銳意扩充北洋军。至1916年初，中央政府直轄及依附的軍隊共计33个陆军师、97个混成旅（含部分步、骑兵旅）、33个混成团（含部分独立步、骑兵团），总兵力达120万人，其中半數以上为北洋嫡系部队。随着北洋军实力急遽膨胀，袁世凱於1915年（民國四年）12月洪憲稱帝，引發南方各省反對並紛紛宣布獨立，护国战争爆發。曹錕率領北洋軍前往大西南地區镇压护国军，然在四川遭到頑強抵抗，袁在內外壓迫下取消帝制。

### 軍閥混戰
1916年（民國五年）6月袁世凱病故後，無人有能力和威望統御整個北洋軍，各將官趁機發展自己的勢力，列強為爭奪在華利益也各自尋找代理人。北洋軍遂分裂為三大勢力，分別是：日本支持的以時任國務總理兼陸軍總長段祺瑞為首的皖系，日本支持的以时任東三省巡閱使領奉天督軍兼省長张作霖为首的奉系，英國、美國支持的以时任副总统冯国璋为首的直系。另外尚有日本支持的以閻錫山為首的晉系，蘇聯支持的以馮玉祥為首的馮系西北軍等小派系。各系擁兵自重、割據一方，形成北洋军阀。而本非北洋新軍的南方各省地方武裝如粵系、桂系、滇系、黔系、湘系等其時亦為半獨立狀態，全國陷入嚴重的軍閥割據狀態。此後，各系軍閥雖在名義上仍是中華民國的國防軍，但實際上並不受北京的中央政府支配，中央政府反淪為北洋軍閥各系輪番控制的傀儡。北洋軍閥通過各種手段影響、操縱國會，正副總統與國務總理等重要職位均為北洋系人士，這也是後世將中華民國北京政府稱為「北洋政府」的主因。
1917年（民國六年）皖系領袖段祺瑞討伐張勳復辟後控制中央政府，並終止臨時約法、廢除國會，引發“護法運動”。孫中山在廣州另立中華民國軍政府（史稱護法軍政府），並號召粵（廣東）、桂（廣西）、滇（雲南）、黔（貴州）與川（四川）等省分的軍閥宣布脫離中央政府獨立，形成南北對峙。1917至1922年間，北洋軍與護法軍打打停停，歷經兩次南北議和與第二次護法戰爭，最終以北洋軍勝利、護法軍與中央政府和談告終。
1918年（民國七年），段祺瑞以參加第一次世界大戰為名，向日本大量借款購買武器，聘用日籍顧問，成立參戰軍（戰後改稱邊防軍）。至次年1月，編成3個師4個旅；10月，皖系將領徐樹錚率西北邊防軍入外蒙古逼迫其取消自治。1920年（民國九年）皖軍已有11個師、17個混成旅。皖系擴充軍力引起直、奉兩系不滿，雙方領袖曹錕、張作霖結成反皖同盟。同年7月，直皖戰爭爆發。直軍在奉軍支援下擊敗皖軍。皖系控制的西北邊防軍全部被遣散裁併，在京津地區及豫、鄂、察、陝等省的部隊被繳械，只剩淞滬地區和浙、魯、閩、皖等省的殘餘部隊以及依附於皖系的地方部隊。直皖戰爭後，直系取代皖系控制北洋政府，直軍擴充至18個師、18個混成旅，約20萬人，佔據北方和長江流域大部分地區。奉軍也乘機佔領綏遠（今併入內蒙古）和京山鐵路（北京—山海關）沿線地區，兵力發展到5個師、23個混成旅、3個騎兵旅，20餘萬人。
1922年（民國十一年），為爭奪中央政府的控制權，第一次直奉戰爭爆發。奉系戰敗後全部撤出關外，張作霖積極整軍經武，將奉軍統一編成3個師、27個旅和5個騎兵旅，並建立了海、空軍和兵工廠，兵力達17萬人。直系亦大肆擴充軍備，至1924年（民國十三年）夏，直系達21個師（含2個川軍聯直師）、17個混成旅，共25萬人，並著手準備消滅皖系在浙江和淞滬地區的殘餘力量。9月，直系的江蘇督軍齊燮元對皖系的浙江督軍盧永祥及駐防上海的浙滬聯軍發動攻擊，江浙戰爭爆發。皖系再次戰敗，徹底消亡。此戰同時引發了第二次直奉戰爭，直系出身的西北軍將領馮玉祥倒戈，改稱「國民軍」，發動北京政變，推翻直系控制的中央政府，軟禁大總統曹錕，驅逐紫禁城內的遜清皇室。直軍總司令吳佩孚遭到奉軍與國民軍夾擊，遁走湖南。張作霖與馮玉祥協議推舉前皖系領袖段祺瑞為臨時執政，但中央政府實際由奉系控制。奉系隨即擴編軍隊，改旅为师，人数达35万，並冠以“东北陆军”称号，大舉入關南下。至1925年5月，除東三省外，奉軍還佔據熱、直、豫、魯、蘇、皖等省，成為當時中國最強大的軍閥。10月，佔有浙、閩的直系軍閥孙传芳與馮玉祥秘密結盟，並擁吳佩孚發動反奉戰爭。孫率军驅逐進駐苏、皖的奉军，其後在南京自任浙、閩、蘇、皖、贛五省聯軍總司令。11月中至12月，馮玉祥佔領直、津、熱，而山東省的奉系軍閥張宗昌自任直魯聯軍總司令，開始與國民軍交戰。馮又支持奉系叛將郭松齡出關進攻奉天，張作霖則在日本支持下展開反攻，郭戰敗。
1926年4月，馮玉祥再度於北京發動政變，逼走段祺瑞，釋放曹錕，推翻奉系控制的中央政府。張作霖及其子張學良隨即率軍入關，並與吳佩孚冰釋前嫌。直奉認定馮玉祥與蘇聯支持的國共兩黨勾結，宣布反共討赤，共組「討赤聯軍」合圍馮的國民軍。馮戰敗撤出北京，在西北郊的南口堅守四個月後退往綏遠。

### 終結
1925年（民國十四年）7月，中國國民黨在廣州成立中華民國國民政府。1926年（民國十五年）7月，蔣介石率領國民革命軍聯合中國共產黨、粵系、新桂系及滇系軍閥對北京政府發動北伐戰爭。國民革命軍兵分三路，主力部隊為西路進攻湖南、湖北；中路進攻江西；東路駐守廣東東部，伺機進攻福建。8月，吳佩孚先後在湖南、湖北慘敗，大部被殲滅，率殘部北撤河南。9月，馮玉祥宣布加入國民革命軍，並擊敗直系軍閥劉鎮華的鎮嵩軍進入西安。11月，孫傳芳的五省聯軍分別在江西、福建戰敗；1927年（民國十六年）1月，晉系閻錫山倒戈，宣布加入國民革命軍；2月，孫失浙江；3月，中國共產黨在上海發動工人武裝起義佔領全市，國民革命軍則攻克南京，孫率殘部北撤河南。至此，直系的軍力基本消耗殆盡，張作霖乘機奪佔吳、孫二人的剩餘地盤（安徽北部及江蘇北部），吳、孫只能投靠奉系。
1927年（民國十六年）5月，已遷移南京的國民政府繼續推進北伐。至6月，國民革命軍攻入河南，奉軍敗走河北、山東，吳佩孚殘部被殲滅，從此一蹶不振。張作霖則在北京成立中華民國軍政府（史稱安國軍政府），將各省所轄北洋軍統稱安國軍，自任中華民國安國陸海軍大元帥，統一指揮抗擊國民革命軍。此時期國民黨先後陷入寧漢分裂及國共決裂等政爭，爆發清黨和中共南昌起事。7月，張宗昌的安國軍（直魯聯軍）接連奪回臨城和徐州；8月，孫傳芳乘勢率安國軍（奉軍和五省聯軍）沿津浦鐵路南下，一路打到長江北岸，逼近南京，但最終在龍潭戰鬥中被國民革命軍殲滅。
1928年（民國十七年）4月，國民革命軍擊敗張宗昌的安國軍（直魯聯軍），佔領河南省全境及山東省大部分區域，進入直隸省；孫傳芳殘部被殲滅，徹底失勢。5月底，國民革命軍包圍京津，張作霖退回奉天；6月4日，發生皇姑屯事件，張作霖身受重傷，回到奉天後身亡，子張學良接掌奉系。6月8日，國民革命軍佔領北京，改名北平；至9月，張宗昌殘部被殲滅或收編。12月29日，張學良通電南京，宣布東北易幟，立青天白日滿地紅旗，罷五色旗，擁護國民政府。至此，中華民國北京政府完全消滅，由國民政府取代。各系北洋軍也在北伐戰爭中加入或戰後被改編為國民革命軍，北洋軍走入歷史。

## 各軍種成立背景與過程

### 陸軍
北洋軍前身為晚清時期的新軍，全稱「新建陸軍」，是清廷用於甲午戰爭後編練的新式陸軍。這支軍隊的特色是完全使用西式的軍事制度、訓練以及裝備，是清朝最後一支有戰鬥力的正規軍。
1894年中日甲午戰爭爆發後，原廣西按察使胡燏棻奉清政府之命，在天津用西法編練十營定武軍，分別為步兵三千人、炮兵一千人、馬兵二百五十人、和工兵五百人，一共四千七百多人。
次年胡燏棻調任平漢鐵路督辦，袁世凱接手「定武軍」，在天津小站訓練部隊（史稱「小站練兵」），並改稱「新建陸軍」，簡稱新軍。新軍仿效德國與日本的陸軍，由以德國人為主的外籍顧問監督，將規模擴充至7千人，並参照德国陸军組織制度进行编制，并分立警、步、馬、砲、工、辎等兵科。之後，被编为武卫军“前后左右中”五路中的武衛右軍，隨袁世凱到山東去鎮壓義和團運動。在那裏，袁又將34營舊軍改編，命名為「武衛右軍先鋒隊」，令武衛右軍擴大至兩萬餘人。
在新軍成立的同時，署理兩江總督的張之洞也編練了一支名為自強軍的新軍。這支軍隊同樣參照西洋軍隊編制，步、馬、砲、工等13營共2千餘人。後來自強軍由劉坤一接辦，最後被袁世凱所收編，劃歸武衛右軍。
庚子事变中，武卫军诸军损失惨重，惟袁世凯所部右军及右军先锋队得以保存实力，成为清朝北方仅剩的新军武力。1902年改名「北洋常备军」，庚子後新政時加入全国新军改编。1905年2月28日，袁世凯等奏请朝廷统一全国新军番号，提出“以陆军编号通国一贯，脉络相连”，并呈请将“所有常备军各镇拟即一律改为陆军各镇，以符名实而遵定制”。即全国各镇统一番号，新的陆军营制在北洋常备军营制的基础上略施变化而来，一镇计步、马、炮、工、辎共二十营，与日本师团的组织相似；並採取行省、城市或地區名加上番号的命名方式，如第一镇是“近畿陆军第一镇”，第八镇是“湖北陆军第八镇”（非湖北地方部队，仍属中央国防军系統）等。第一批即以北洋、京旗两支常备军改编为近畿陸軍第一至第六鎮，合稱「北洋六镇」。1907年陆军部拟订了全国编练三十六镇的计划。至1911年底清亡时，共计成立14个镇、16个混成协、2個禁卫军协，以及數个独立标、营。
混成协在中国不算是战时编制。由於编练新军对于各省来说，财政花费实在太大，因此从河南新军开始，采取了变通办法，先成立混成一协，以后再扩为一镇。这个办法在全国各地推广，于是出现了一批混成协。通常混成协按清廷定制，一般是步队一协、马炮各一营、工辎各一队，实际情况各省略有差别。
各省各自编练新军达到协的标准，呈请练兵处（后为陆军部）批准成协，如果审批通过则授予无番号的混成协（如“陕西陆军混成协”）或有番号的暂编混成协（如“四川暂编陆军第三十三混成协”）。部分混成协是以上两种都经历过，如河南先成立“河南陆军混成协”，再改称“河南暂编陆军第二十九混成协”。多数混成协是准备将来扩编为镇的，所以都加上“暂编”二字，只有从北洋六镇中划出驻守东北的陆军第一、二混成协不屬此例。
各省编炼新军达到镇的标准，报陆军部审核后授予暂编镇番号，如“四川暂编陆军第十七镇”。陆军部派员亲临校阅，若合格则除去“暂编”二字，成为正规的陆军镇。至清亡，只有北洋六镇和湖北第八镇、南洋第九镇等几个镇是通过校阅的正规镇，其余各镇全属暂编镇。
在组建和训练新军时，一些开明的地方大员如张之洞、端方等，注重招募有文化的青年入伍，並以留学生擔任军官，如蔡锷、阎锡山、许崇智等。这些知识青年读过书、见识广，有能力理解不同思想，對國家前途有思考，亦勇于持不同政见，不同于旧军官兵對皇权愚忠。同时由於革命党缺乏武裝力量，黄兴、宋教仁等發展兵运，秘密向新军中输送革命志士，如吴禄贞、赵声、孙武等。這些新軍中的革命派軍人和革命党人伺机发动起义，成為武昌起義及辛亥革命的主力。
1911年武昌起义是湖北新军的起义，响应的陕西、湖南二省，以及後續的江西、安徽、江苏、浙江、福建、山西、四川、云南、贵州等地也是當地新军起义。除了上海、广东、广西的起义是以民兵、商团为主，其他各地起义均以新军为主。辛亥革命也可说是一场规模空前的清朝新军大起义、大兵變。武昌起義爆發後，全國各地革命黨人與新軍紛紛響應，攻佔地方重要機關，成立軍政府，宣布脫離清廷及承認新政權“中華民國”，並與仍由清廷掌控的北洋新軍交戰。1912年1月1日中華民國臨時政府在南京成立後，這些新軍歸附中華民國旗下。2月12日清帝遜位，中華民國取而代之，正式擁有合法性。臨時大總統孫中山交權予袁世凱 ，北洋新軍也一併成為新政權的正規國防力量。

### 海軍
中國近代海軍最初建設的契機是在英法聯軍之役後、太平天國之亂時，慈禧太后得知太平軍可能自國外採購新式炮船，於是緊急向英國購買戰艦，成立阿思本艦隊，但因人謀不臧而計劃失敗。洋務運動時，曾國藩、左宗棠等人籌備新式海軍的建立。物質面來說，成立了能造新式艦艇與後膛火炮的江南製造局、福州船政局來建造炮船；人才面則是由沈葆楨成立船政學堂來培育海軍人才，日後清廷最精銳的海軍武力—北洋水師的高級將領大多為該校畢業生。然而福州船政局的建設成果在中法戰爭時的馬江海戰遭摧殘殆盡，因此洋務運動後期的船艦改為向國外購買為主。

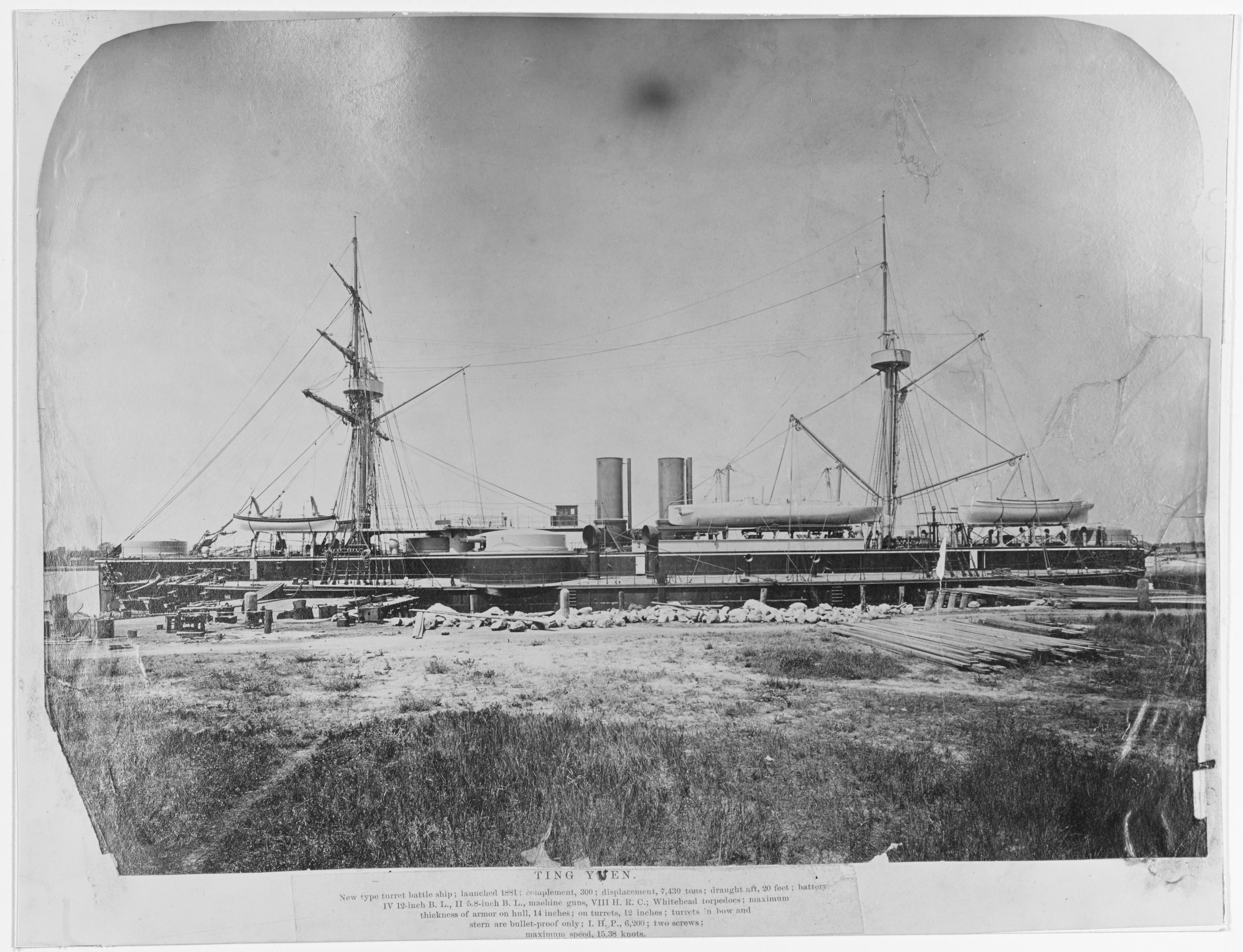
定遠艦、鎮遠艦同為北洋艦隊的主力，也是當時亞洲噸位最大的戰艦

由於清廷經費有限，新式海軍雖確定編成三支艦隊（北洋水師負責山東及以北之黃海、南洋水師負責山東以南及長江以外之東海，广东水师則負責台灣海峽及南海），建軍重點便以有防衛京畿需要的北洋水師為優先。在北洋水師全盛期，曾一度被認為世界海軍前八強。但清廷在1890年後未能持續更新海軍軍艦及裝備，海軍人才在思想與素養也未成熟，導致在甲午戰爭的慘敗。直在19世紀末到清朝下臺前，清廷仍努力重振軍備；除繼續向國外採購新艦補充戰力，也將剩餘軍艦改編為巡洋艦隊及長江艦隊。但在辛亥革命爆發之際，海軍軍官多同情革命，沒有意願保衛清廷。最後清朝建設的海軍器物及人才大部分都順利轉移給了中華民國，不少由清政府開辦的海軍學校及其訓練出的海軍軍官均繼續向易幟後的新政權效命。
中華民國成立後，海軍艦艇由海軍部指揮。雖然海軍部多度提出擴軍計劃，然而受限於經費不足，加上後來國家進入延綿日久的軍閥混戰，海軍發展進入停滯期。同時孫中山領導的中華革命黨以護法運動為號召，多次策反北京政府的海軍改幟，更加劇海軍內部的分裂狀態。停滯期間因中國參與第一次世界大戰成為勝利國，才讓當時海軍獲得第一批戰艦；但隨後又因中國陷入南北內戰，1918年後世界各國決定對中國實施武器禁運，海軍建軍進入死寂狀態。直到國民革命軍北伐完成，1928年解除禁運，十年建設期間海軍才有較大規模的建艦計劃。

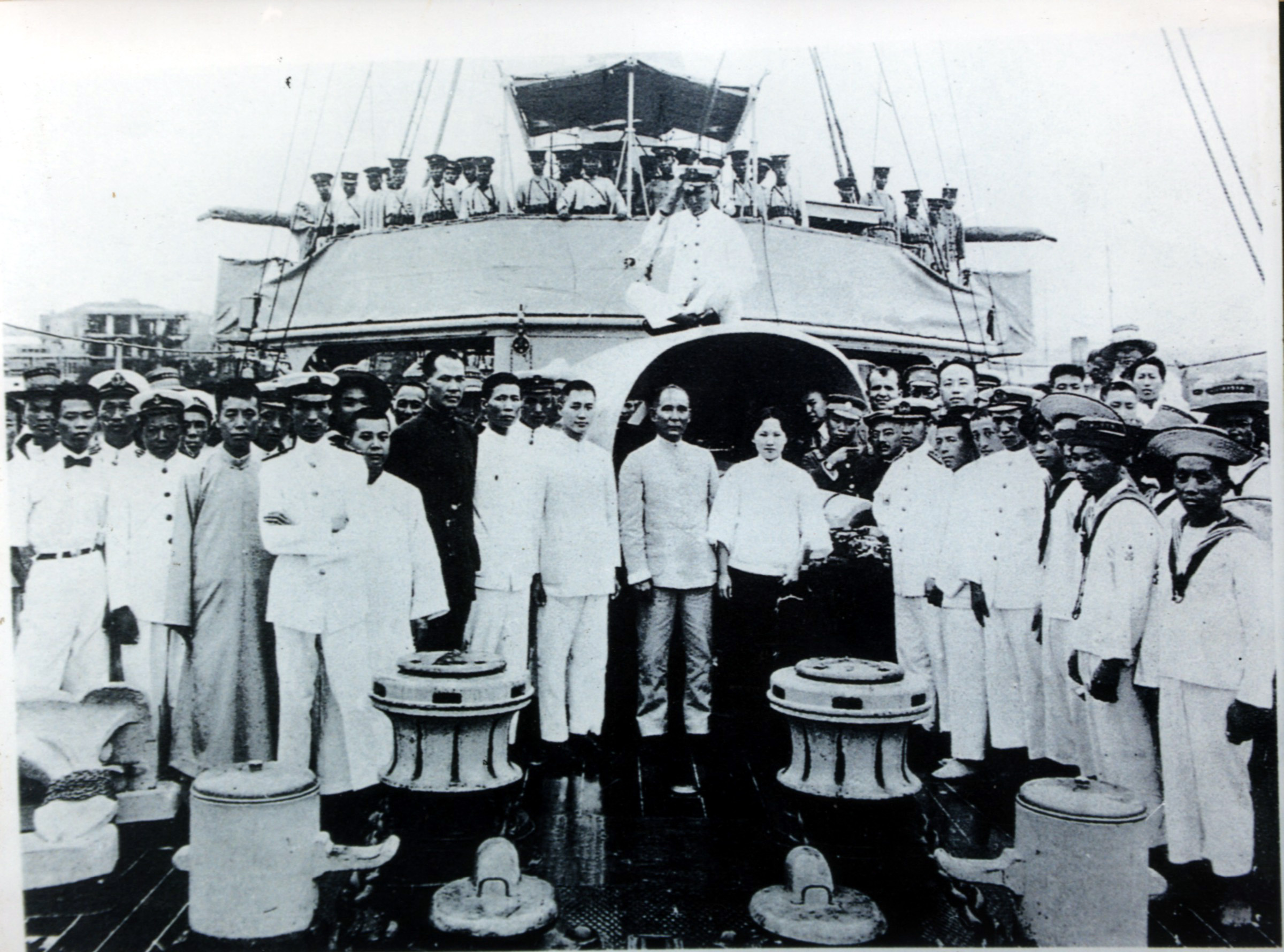
孫中山在永豐號(中山艦)上與船員的合影

1912年中華民國北洋政府設立中華民國海軍部，統轄的艦隊有：
- 中華民國海軍第一艦隊
- 中華民國海軍第二艦隊
- 中華民國海軍練習艦隊

1926年中華民國海軍部統轄的艦隊有：
- 中華民國海軍第一艦隊
- 中華民國海軍練習艦隊
- 渤海舰队（駐防山東沿海）
- 东北海防舰队（駐防遼东半島沿海）

1927年中華民國海軍部撤銷，改立海軍署，統轄的艦隊有：
- 中華民國海軍第一艦隊（原东北海防舰队）
- 中華民國海軍第二艦隊（原渤海舰队）

之後，第一艦隊司令沈鸿烈合併第二艦隊，將兩個艦隊與江防舰队合組為东北海军联合舰队。

### 空軍

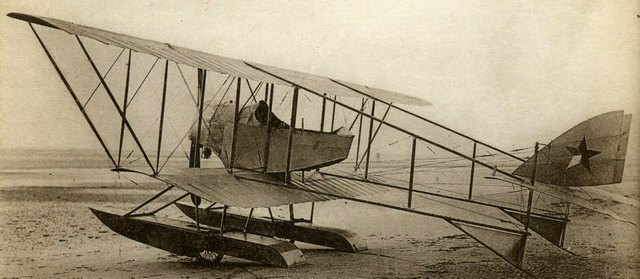
北洋政府空軍-高德隆G3教練機

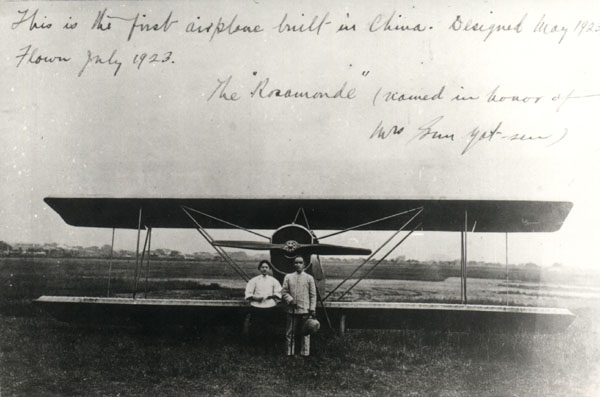
樂士文號（孫中山和宋慶齡）中國自行設計生產的以（Rosamonde，宋慶齡的英文名）命名的第一架軍用飛機

- 1913年，成立南苑航空學校以及附設修理工廠，购买法国高德隆式戰機12架，最大時速96千米，起飛距離100米，正式组建空军。

- 1913年，北洋政府陸軍部於北京設立「航空研究所」。[1]

- 1913年開始正式將飛機用於軍事。當時蒙古發生動亂，北洋政府派出一架飛機到多倫偵察兼示威。[2]

- 1914年4月展開第一次空襲行動，為北洋政府對白朗起義軍的鎮壓。南苑航校校長秦國鏞親率4架飛機轟炸白朗軍，然其效用不明。[2]

- 1915年，南苑附設修理工廠用外國發動機設計製造發動機後置型的陸上飛機。

- 1917年6月张勳复辟时，段祺瑞曾经派飞机轰炸过紫禁城與張勛住宅及豐台兵營。此后空军在内战如直奉战争中频频显露身手。

- 1918年，北洋政府海軍部於福州船政局創辦海軍飛機工程部，為第一個正規的中國軍用飛機工廠。

- 1918年，北洋政府海軍部在福建馬尾成立飛潛學校，為製造海軍飛機和培養相關人才的先驅。

- 1920年以後，各地军阀纷纷组建自有的航空學校或航空隊，以及軍械或機械班，從而培養人才。

- 1921年，中華航空協會成立。

- 1922年，上海江南造船所建成世界上第一個浮動廠棚（水上機場）。

- 1923年，北京航空協會成立。

- 1924年，北洋政府航空署成立「北京航空學校」。[1]

- 1925年，廣東航空同志會成立。[3]

### 階級肩章
本圖表按照北洋政府於1912年10月23日頒布的陸軍服制中規定的肩章樣式繪製的直式肩章。1912年－1928年使用。
|                      | 將官 | 將官 | 將官 | 將官 | 將官 | 將官 | 校官 | 校官 | 校官 | 校官 | 校官 | 校官 | 尉官 | 尉官 | 尉官 | 尉官 | 尉官 | 尉官 | 准軍官 |
| -------------------- | ---- | ---- | ---- | ---- | ---- | ---- | ---- | ---- | ---- | ---- | ---- | ---- | ---- | ---- | ---- | ---- | ---- | ---- | ------ |
|                      |      |      |      |      |      |      |      |      |      |      |      |      |      |      |      |      |      |      |        |
| 北洋政府軍1912－1928 |      |      |      |      |      |      |      |      |      |      |      |      |      |      |      |      |      |      |        |

### 北洋政府軍軍士與士兵
陸軍預備學校學生肩章上不綴星。預備學校畢業後，入隊充各兵科軍官候補生，由上等兵階級進至中士階級。入軍官學校畢業後，入各隊充見習軍官，進上士階級。
|                                | 軍士                 | 軍士                   | 軍士 | 士兵                                     | 士兵 | 士兵 |
| ------------------------------ | -------------------- | ---------------------- | ---- | ---------------------------------------- | ---- | ---- |
|                                |                      |                        |      |                                          |      |      |
| 北洋政府軍1912－1928           |                      |                        |      |                                          |      |      |
| 北洋政府軍官學校學生1912－1928 |                      |                        |      |                                          |      |      |
|                                | 見習軍官(戴上士肩章) | 軍官候補生(戴中士肩章) |      | 陸軍預備學校學生(不綴星，階級等同上等兵) |      |      |

## 其他

### 北洋六镇
北洋六镇原则上係歸直隶总督兼北洋通商大臣管辖的部队，驻地如下：
- 一镇：北京北苑
- 二镇：直隸保定
- 三镇：吉林长春
- 四镇：天津马厂
- 五镇：山东济南
- 六镇：北京南苑

1906年秋天彰德会操后，袁世凯看出少壮派满人贵胄对裝備、訓練精良的北洋軍极其憂慮。為了避禍，主動提議將第一镇、第三镇、第五镇、第六镇的兵权改归陆军部大臣铁良直辖；另以尚须训练为由，留下第二镇和第四镇，请仍由直隶总督统辖。朝廷立准。

### 北洋三杰與辛亥革命
1905年後，留學普魯士的段祺瑞、馮國璋，以及留學日本的王士珍擔任北洋新軍的教官和部隊長，人稱北洋三杰。民間又以外號為龙的王士珍、虎的段祺瑞、犬的馮國璋，為三人才能排出順位。1911年10月10日武昌起義爆發，北洋三杰率軍南下鎮壓已變成革命軍的湖北新軍。戰鬥序列上，以馮國璋指揮步兵自京漢鐵路搭載6萬兵員於10月底先至武漢，展開攻擊。11月初段祺瑞再點4萬馬兵、砲兵攻打金陵（南京）；王士珍則負責糧草補給。至1912年1月初，北洋軍收復漢口、漢陽。在47天的作戰中，雙方傷亡合計逾萬，但革命軍仍死守隔江的武昌。也就是這七星期的時間引發了連鎖反應（辛亥革命），陸續有15個省份的革命黨聯合新軍中的革命派起義，成立軍政府並宣布脫離清廷獨立，內地十八省中只剩下直隸、河南、甘肅三省效忠大清。
雙方在湖廣與兩江集結近十萬以上的兵力，革命黨以金陵的孫文與陳其美尤其積極組織北伐，進軍江蘇北部和山東地區支援徐鏡心等活動。佔領西安的井勿幕的六萬革命軍，也企圖和出潼關及河南的王天縱、山西的閻錫山諸軍會師，意圖攻擊在武昌等地與革命軍對峙的馮國璋、段祺瑞。孫文、譚人鳳與黃興主戰，但宋教仁等人為免戰事全面擴大提議談判，袁世凱也在議和後贊同停戰。
但在革命黨內部對戰和爭論不休時，袁世凱已與北洋派軍人用行動逼迫清帝退位表示誠意。雙方主和派頓時佔有優勢，孫文決定同意進行談判收場。

### 皖系與直系
- 三英戰呂布是三國演義著名章節，三傑聯名反袁世凱稱帝，當時輿論戲稱三英戰董卓（袁世凱）。直到奉系張作霖崛起，被視為呂布，與三傑互有勝負。
- 北洋軍大分裂：段祺瑞成為皖系軍頭，馮國璋成為直系軍頭統轄曹錕、吳佩孚部、張宗昌部（俗稱張大帥）；王士珍、黎元洪（原湖北新軍協統，武昌起義時被推為湖北軍政府都督，民國成立後當選副總統，袁世凱死後繼任大總統）成為和事佬。

### 經典軍演紀錄片
袁世凱為擴充北洋軍力，購買現代化兵器，為向歐美日等各大資本工業國籌措低利長期貸款，須向世界展現北洋軍實力。1914年（民國三年），北洋陸軍、海軍在華北平原、渤海灣動員至少20萬以上軍隊，商請俄國名導演指揮攝影隊拍攝，呈現北洋軍砲兵、馬兵揮刀砍瓜、步兵奔襲、海軍海面砲轟，協同聯合作戰演習盛大軍容，堪稱黑白默片電影史上經典軍演紀錄片。各大國軍方觀賞影片後，對北洋軍戰力高度讚賞，袁亦因此順利貸得數億美金、馬克鉅款。